# Гизятово
Гизятово (баш. Ғиззәт) — деревня в Нуримановском районе Республики Башкортостан Российской Федерации. Входит в состав Новокулевского сельсовета.

## География

### Географическое положение
Расстояние до:
- районного центра (Красная Горка): 25 км,
- центра сельсовета (Новокулево): 12 км,
- ближайшей ж/д станции (Иглино): 40 км.

## История
До 2008 года деревня входила в состав Нимисляровского сельсовета.

## Население
| 2002 | 2009 | 2010 |
| ---- | ---- | ---- |
| 48   | ↘42  | ↘30  |

Национальный состав
Согласно переписи 2002 года, преобладающая национальность — татары (87 %).